# Железничка станица Инђија
Железничка станица Инђија је једна од железничких станица на прузи Београд—Суботица. Налази се налази 1 km од центра града. Налази се у насељу Инђија у општини Инђија. Редовно је стајалиште брзих и путничких возова. Пруга се наставља у једном смеру ка  Инђији пустари, у другом смеру према Старој Пазови и у трећем смеру према Голубинцима. Железничка станица Инђија се састоји из 7 колосека.